# Owen Meredith River
Der Owen Meredith River ist ein Fluss im Nordwesten des australischen Bundesstaates Tasmanien.

## Geografie
Der etwas mehr als 13 Kilometer lange Owen Meredith River entspringt an den Westhängen des Mount Livingstone und fließt nach Westen. Er mündet rund 36 Kilometer westlich von Rosebery, unterhalb der Staumauer, in den Pieman River.